# Anatolij Fiediukin
Anatolij Wiktorowicz Fiediukin, ros. Анатолий Викторович Федюкин (ur. 26 stycznia 1952 w Woroneżu, zm. 29 lipca 2020) – radziecki piłkarz ręczny. Dwukrotny medalista olimpijski.
W reprezentacji Związku Radzieckiego rozegrał 103 spotkania i zdobył 222 bramki. Oprócz dwóch medali igrzysk olimpijskich – złota w 1976 i srebra w 1980 – sięgnął m.in. po złoto mistrzostw świata w 1982. Był mistrzem kraju w barwach CSKA Moskwa (1978–1980, 1982, 1983).
Pochowany na Cmentarzu Trojekurowskim w Moskwie.